# Sokol Cikalleshi
Sokol Cikalleshi (* 27. Juli 1990 in Kavaja) ist ein albanischer Fußballspieler.

## Karriere

### Verein
Cikalleshi begann mit dem Vereinsfußball bei KS Besa Kavaja, einem Sportverein seiner Heimatstadt Kavaja. 2007 wurde er in den Profikader aufgenommen und spielte hier bis ins Jahr 2013 hinein. In den Jahren 2011 bis 2012 wurde er an die Vereine KF Skënderbeu Korça, KF Tirana und Incheon United ausgeliehen.
Zur Saison 2013/14 wechselte er zum Ligarivalen FK Kukësi. Hier beendete er die Saison mit 17 Toren in 30 Ligaspielen und machte sich für ausländische Verein interessant. So wurde er im Sommer 2014 vom kroatischen Klub RNK Split verpflichtet.
Zur Spielzeit 2014/15 wechselte er in die türkische Süper Lig zu Istanbul Başakşehir. Für die Rückrunde der Saison 2016/17 wurde er an den Ligarivalen Akhisar Belediyespor ausgeliehen. Hier spielte er mit sieben Toren in 14 Ligaspielen eine gute Rückrunde und startete deswegen in die Saison 2017/18 wieder bei Başakşehir FK. Gegen Ende der Sommertransferperiode 2017 wurde er an den Ligakonkurrenten Osmanlıspor FK abgegeben. In die Saison 2018/19 startete er zwar Osmanlıspor, aber weil der Verein in die TFF 1. Lig abgestiegen war, wurde er für den Rest der Saison an den Erstligisten Göztepe Izmir ausgeliehen. Im Januar 2019 löste er mit beiden Vereinen seine laufenden Verträge auf und wechselte zum Erstligisten Akhisarspor.

### Nationalmannschaft
Cikalleshi startete seine Nationalmannschaftskarriere 2008 mit einem Einsatz für die albanische U19-Nationalmannschaft. Nachfolgend spielte er für die U20 und die U21-Nationalmannschaft.
Im Mai 2014 debütierte er für die albanische Nationalmannschaft.
Bei der Europameisterschaft 2016 in Frankreich wurde er in das albanische Aufgebot aufgenommen. Im ersten Spiel gegen die Schweiz wurde er bei einem 0:1-Rückstand in der Schlussviertelstunde eingewechselt. Das Team verlor dieses und ein weiteres Spiel und schied als schlechtester Gruppendritter aus.

## Erfolge
- Albanischer Meister: 2011
- Albanischer Pokalsieger: 2010, 2012